# Горная промышленность
Горная промышленность — совокупность отраслей производства, занимающихся разведкой и добычей полезных ископаемых, а также их первичной обработкой и получением полуфабрикатов.
Выделяют следующие группы отраслей горной промышленности.
1. Добыча минерального энергетического сырья:
  - Нефтяная промышленность;
  - Газовая промышленность;
  - Угольная промышленность;
  - Торфяная промышленность;
  - Сланцевая промышленность (см. Сланцы);
  - Урановая промышленность (см. Добыча урана);
 также: геотермия — раздел геофизики, изучающий тепловое состояние, распределение температуры, её источники в недрах Земли, а также тепловую историю Земли.
2. Добыча и переработка руд чёрных и легирующих металлов:
  - Железорудная промышленность;
  - Марганцеворудная промышленность (см. Марганцевые руды);
  - Хромитовая промышленность (хромиты);
  - Вольфрамовая промышленность (см. вольфрамовые руды);
  - Молибденовая промышленность (молибденовый концентрат);
  - Ванадиевая промышленность (см. ванадий).
  - Литиевая промышленность (см. Добыча лития).
3. Добыча и переработка руд цветных металлов для цветной металлургии:
  - Алюминиевая промышленность;
  - Медная промышленность (см. Добыча меди);
  - Никелевая промышленность (см. никель);
  - Оловянная промышленность (см. олово);
  - Свинцово-цинковая промышленность (см. свинец);
  - Сурьмяная промышленность (см. сурьма).
4. Горнохимическая промышленность (добыча апатита, нефелина, калийных солей, селитры, пирита, боратов, фосфорита).
5. Добыча нерудного индустриального сырья и сырья для производства строительных материалов (графита, асбеста (асбестовая промышленность), гипса, глины, гранита, доломита, известняка, кварца, каолина, мергеля, мела, полевого шпата).
6. Добыча драгоценных и поделочных камней:
  - Алмазная промышленность;
  - Камнесамоцветного сырья.
7. Гидроминеральная промышленность (минеральные подземные воды)

Основными факторами развития горной промышленности являются природные (наличие месторождений полезных ископаемых) и социально-экономические.